# Geir Grung

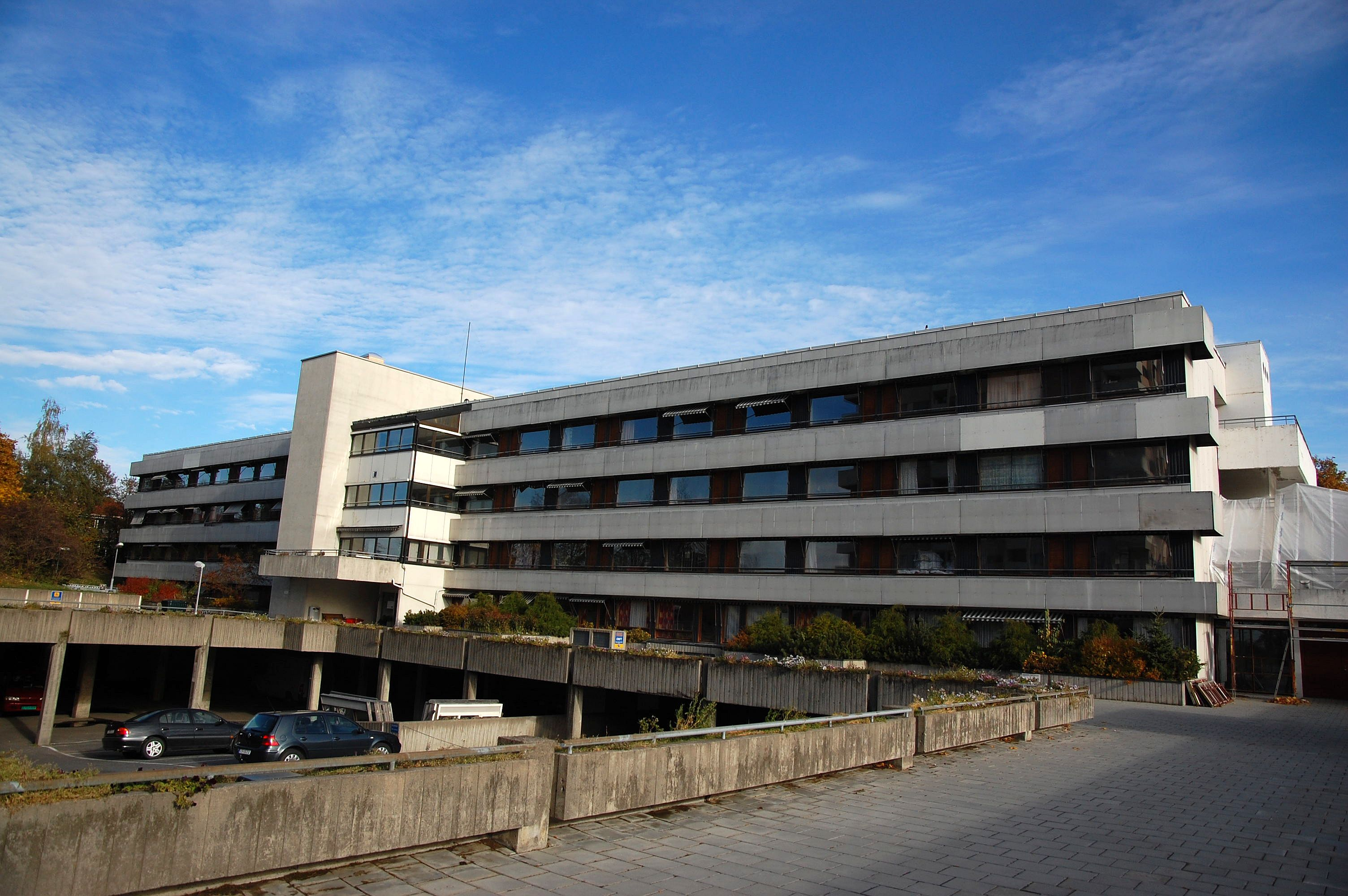
Økerns ålderdomshem (1955)

Geir Grung, född 1926 i Bergen, död 1989, var en norsk arkitekt. Han var son till Grace och Leif Grung.
Efter avslutad utbildning i Oslo 1949 anställdes Grung hos stadens stadsarkitekt. År 1954 startade han egen verksamhet som han fram till 1970 drev tillsammans med Georg Jens Greve. År 1949 vann han, tillsammans med Sverre Fehn, tävlingen om Håndverkets Hus på Maihaugen i Lillehammer, byggt 1959. Tillsammans ritade de också Økerns ålderdomshem (1955), som 1961 belönades med Houens fonds diplom.
Grung var en utpräglad representant för en kraftfull, expressiv modernism. Han ritade bland annat kontorsbyggnader för A.S. Skinnsentret i Oslo (1968) samt för Kodak Norge (1978) och IBM Norge (1987), båda i Oppegård.